# Amastus colombiana
Amastus colombiana là một loài bướm đêm thuộc phân họ Arctiinae, họ Erebidae.